# Hyperacanthus amoenus
Hyperacanthus amoenus är en måreväxtart som först beskrevs av John Sims, och fick sitt nu gällande namn av Diane Mary Bridson. Hyperacanthus amoenus ingår i släktet Hyperacanthus och familjen måreväxter. Inga underarter finns listade i Catalogue of Life.